# فرقة بانزر الإحتياطية 233 (الفيرماخت)
فرقة بانزر الاحتياطية 233 فرقة دبابات ألمانية خلال الحرب العالمية الثانية والتي تم نشرها بشكل رئيسي في الدنمارك. 
تم إعادة تشكيل فرقة بانزر 233 من فرقة بانزر الاحتياطية 233 في 8 أغسطس 1943 تحت قيادة كورت كونو، وتم نشرها في وسط يوتلاند في الدنمارك من 18 نوفمبر. بقيت في الدنمارك، ومقرها في هورسنز، حيث دربت أطقم الدبابات والقوات الآلية. ولم يرَ أي قتال باستثناء غارات قصف الحلفاء العرضية. 
أصبحت تعرف باسم فرقة بانزر هولشتاين بعد عمليات الاندماج في فرق البانزر الأخرى في 10 فبراير 1945 ثم أعيدت تسميتها مرة أخرى إلى فرقة البانزر 233 حيث تم إنشاء المقر الرئيسي الجديد على عجل في أبريل 1945. تم استيعاب الكثير من هذه الوحدة في قسم فرقة بانزر كلاوزفيتز الجديدة. 

## ترتيب المعركة
- 5. فوج بانزر الاحتياطي في فيبورغ
- 3. كتيبة استطلاع بانزر تقع في Mariager وهوبرو وهادسوند
- 83. فوج بانزرجرينادير في آرهوس
- 3. فوج بانزرجرينادير في Odder
- 59. كتيبة المدفعية الاحتياطية في راندرز
- 3. كتيبة Panzerjäger الاحتياطية
- 208. كتيبة بانزر بايونير الاحتياطية

## القادة
- جينيرال لوتنانت كيرت كونو (8 أغسطس 1943 - 20 مايو 1944)
- جينيرال لوتنانت ماكس فريمري (20 مايو 1944 - 14 أغسطس 1944)
- جينيرال لوتنانت هيلموت فون دير شيفاليري (15 أغسطس 1944 - 3 أكتوبر 1944)
- جينيرال لوتنانت ماكس فريمري (4 أكتوبر 1944 -؟ أبريل 1945)